# 岐阜大學
岐阜大学（ぎふだいがく、Gifu University），是一所位于岐阜縣岐阜市的日本国立大学。
Nigel Ward 日本大學排名：第25名

## 沿革
- 1949年 新制岐阜大学成立，设立学艺学部・农学部
- 1952年 工学部设立
- 1964年 医学部设立
- 1966年 学艺学部改称教育学部
- 1997年 地域科学部设立
- 2004年 根据国立大学法人法，改制为国立大学法人，农学部改称应用生物科学部
- 2020年 與名古屋大學共組「國立大學法人東海国立大学機構」

## 學院簡介

### 學士班（學部）
| | |
| - 工學院 - 社會基礎工學系 - 機械系統工學系 - 應用化學系 - 電氣電子工學系 - 生命工學系 - 應用情報系 - 機能材料工系 - 人類訊息系统工學系 - 數理設設工學系 | - 教育學院 - 學校教育教員培養課程 - 護理學校教員培養課程 - 生涯教育課程 - 地域科學院 - 地域科學學系 - 地域政策學系 - 應用生物科學院 - 食品生命科學系 - 生産環境科學系 - 農醫學系 - 醫學院 - 醫學系 - 護理學系 |

### 碩士班（大學院）
| | |
| - 地域科學研究科 - 地域政策專攻 - 地域文化專攻 - 醫學系研究科 - 醫科學專攻 - 再生醫科學專攻 - 看護醫專攻 - 工學研究科 - 社會基盤工學專攻 - 機械組織工學專攻 - 應用化學專攻 - 電氣電子工學專攻 - 生命工學專攻 - 應用情報學專攻 - 機能材料工學專攻 - 人間情報組織工學專攻 - 數理設計工學專攻 - 環境能源系統專攻 | - 工學研究科 - 生産開發組織工學專攻 - 物質工學專攻 - 電子情報組織工學專攻 - 環境能源系統專攻 - 應用生物科學研究科 - 資源生命科學專攻 - 生物環境科學專攻 - 聯合農學研究科 - 生物生産科學專攻 - 生物環境科學專攻 - 生物資源科學專攻 - 聯合獸醫學研究科 - 獸醫學專攻 - 聯合創藥醫療情報研究科 - 創藥科學專攻 - 醫療情報學專攻 - 教育學研究科 - 教育實踐開發專攻 - 心理發達支援專攻 - 教育課程開發専攻 - 教科教育專攻 |

### 專科學校（專科）
- 特別支援教育特別專攻科

## 相關單位

### 學校教育
- 岐阜大學教育學系附設小學
- 岐阜大學教育學系附設中學

### 醫療研究
- 岐阜大學醫學系附設醫院
- 岐阜大學應用生物科學系附附設動物醫院

## 著名校友
- かわら長介 - 电视剧作家、喜剧编剧
- 高岡健 - 精神病医学家、岐阜大学助教授
- 竹中登一 -アステラス制药公司社长